# Économie du Limousin
L’économie limousine est composée essentiellement de PME/PMI avec un secteur artisanal fort et quelques grands groupes exportateurs tels que Legrand, leader mondial de l’appareillage électrique basse tension qui emploie plus de 3 000 salariés. Le poids de l’agriculture est supérieur à la moyenne nationale. Dans le secteur de l’industrie, ce sont les biens intermédiaires qui représentent la production importante.

## L'industrie en Limousin
Chiffres 2008

Liste des 10 premières entreprises industrielles en chiffre d'affaires
| Nom                                         | Commune            | Chiffre d'affaires | Secteur d'activité                                                 |
| ------------------------------------------- | ------------------ | ------------------ | ------------------------------------------------------------------ |
| LEGRAND                                     | Limoges            | 4 200 000 000 €    | FABRICATION DE MATÉRIEL D'INSTALLATION ÉLECTRIQUE                  |
| BORG WARNER TURBO & EMISSION SYSTEMS FRANCE | Eyrein             | 143 107 000 €      | FABRICATION D'AUTRES ÉQUIPEMENTS AUTOMOBILES                       |
| FONDERIE DE CUIVRE DU PALAIS                | Limoges            | 113 606 000 €      | MÉTALLURGIE DU CUIVRE                                              |
| ALLARD EMBALLAGES                           | Brive-la-Gaillarde | 93 000 000 €       | FABRICATION DE CARTON ONDULÉ                                       |
| DAGARD                                      | Boussac            | 82 361 000 €       | FABRICATION D'ÉQUIPEMENTS AÉRAULIQUES ET FRIGORIFIQUES INDUSTRIELS |
| VALEO MATERIAUX DE FRICTION                 | Limoges            | 73 471 000 €       | FABRICATION D'AUTRES ÉQUIPEMENTS AUTOMOBILES                       |
| SAINT-GOBAIN EUROCOUSTIC                    | Genouillac         | 63 402 000 €       | FABRICATION D'AUTRES PRODUITS MINÉRAUX NON MÉTALLIQUES             |
| FRANCE FERMETURES                           | Boussac            | 60 017 000 €       | FABRICATION DE PORTES ET FENÊTRES EN MÉTAL                         |
| CHAMPEAU                                    | Feytiat            | 58 284 000 €       | FABRICATION DE CHARPENTES ET D'AUTRES MENUISERIES                  |
| LE TANNEUR ET CIE                           | Bort-les-Orgues    | 56 923 000 €       | COMMERCE DE DÉTAIL DE MAROQUINERIE ET D'ARTICLES DE VOYAGE         |

## L'agroalimentaire en Limousin
Chiffres 2008

Liste des 10 premières entreprises agroalimentaires en chiffre d'affaires
| Nom                                       | Commune               | Chiffre d'affaires | Secteur d'activité                                       |
| ----------------------------------------- | --------------------- | ------------------ | -------------------------------------------------------- |
| SOMAFER VIANDE                            | Bessines-sur-Gartempe | 53 912 000 €       | TRANSFORMATION ET CONSERVATION DE LA VIANDE DE BOUCHERIE |
| CHAVEGRAND                                | Maison-Feyne          | 38 614 000 €       | FABRICATION DE FROMAGE                                   |
| CORREZE ALIMENTS BESSE                    | Saint-Ybard           | 35 758 000 €       | FABRICATION D'ALIMENTS POUR ANIMAUX DE FERME             |
| LES MONTAGNES D'AUZANCES                  | Auzances              | 31 251 000 €       | FABRICATION DE LAIT LIQUIDE ET DE PRODUITS FRAIS         |
| COOPÉRATIVE FORESTIÈRE BOURGOGNE LIMOUSIN | Ussel                 | 27 601 000 €       | EXPLOITATION FORESTIÈRE                                  |
| SOL VIANDES                               | Argentat              | 23 247 000 €       | TRANSFORMATION ET CONSERVATION DE LA VIANDE DE BOUCHERIE |
| BETAIL ET VIANDE                          | Bessines-sur-Gartempe | 18 403 000 €       | TRANSFORMATION ET CONSERVATION DE LA VIANDE DE BOUCHERIE |
| LIMOVIN                                   | Limoges               | 14 272 000 €       | PRODUCTION DE VIANDES DE BOUCHERIE                       |
| MANDRANGEAS VIALLE                        | Domps                 | 11 743 000 €       | FABRICATION D'ALIMENTS POUR ANIMAUX DE FERME             |
| COULAUD-PENAUD                            | Limoges               | 10 716 000 €       | TRANSFORMATION ET CONSERVATION DE LA VIANDE DE BOUCHERIE |